# Ligne 2A du métro de Hanoï
La ligne 2A du métro de Hanoï, est une ligne aérienne longue de 13,1 km, située à Hanoï au Vietnam.

## Historique
La construction de la ligne de 13,1 km a commencé en octobre 2011 et devait initialement s'achever en 2013. 
L'achèvement a été retardé en raison de plusieurs obstacles, notamment la finalisation du financement du gouvernement chinois. 
Le coût estimatif initial de 552,86 millions d'USD a également grimpé à plus de 868 millions de dollars. 
La majeure partie du financement du projet est financée par des prêts à taux préférentiels de la Banque d'exportation et d'importation de Chine.
Le China Railway Sixth Group est le maître d'oeuvre du projet et le maître d'ouvrage est le ministère des Transports (en).

## Galerie

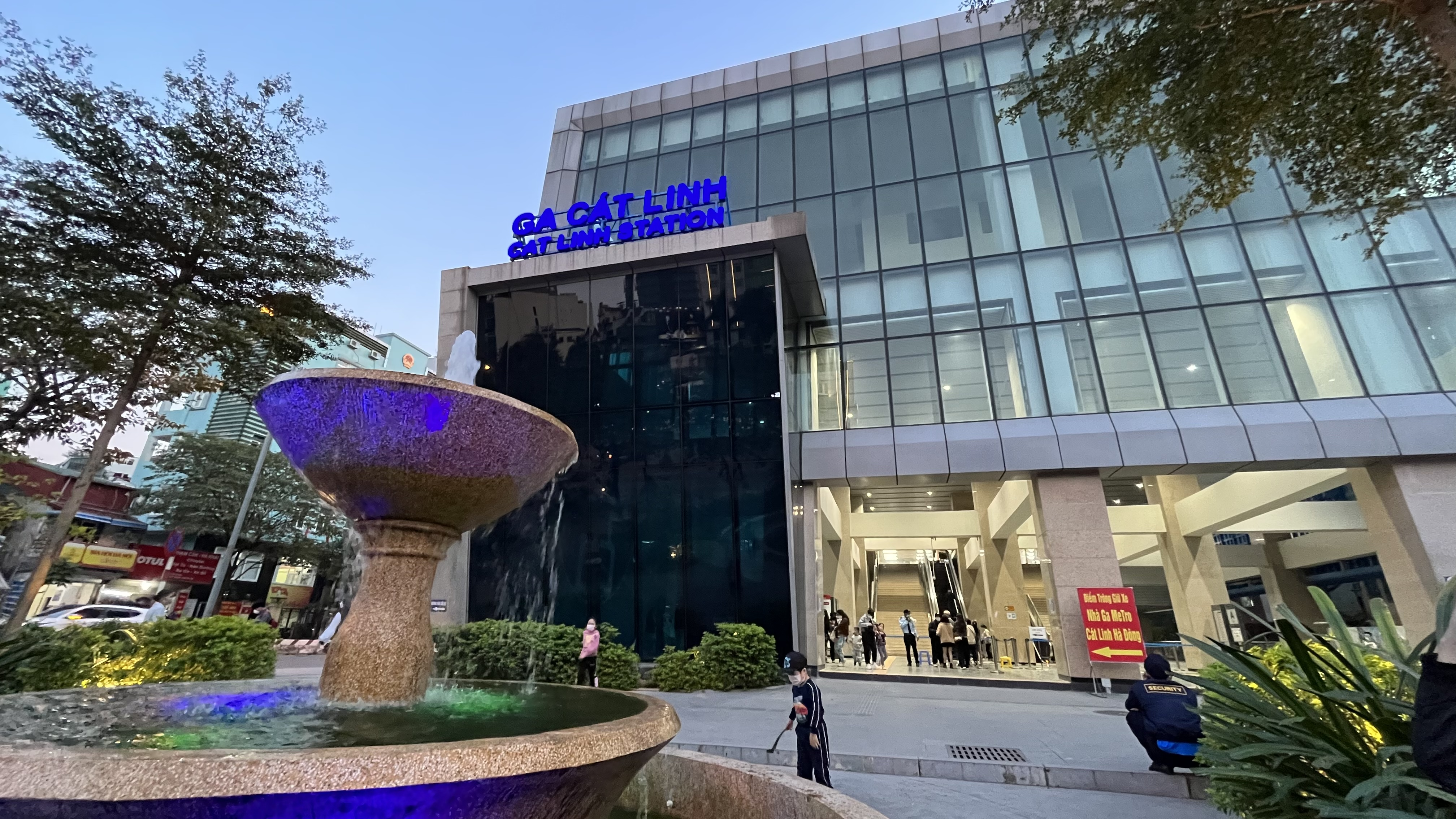
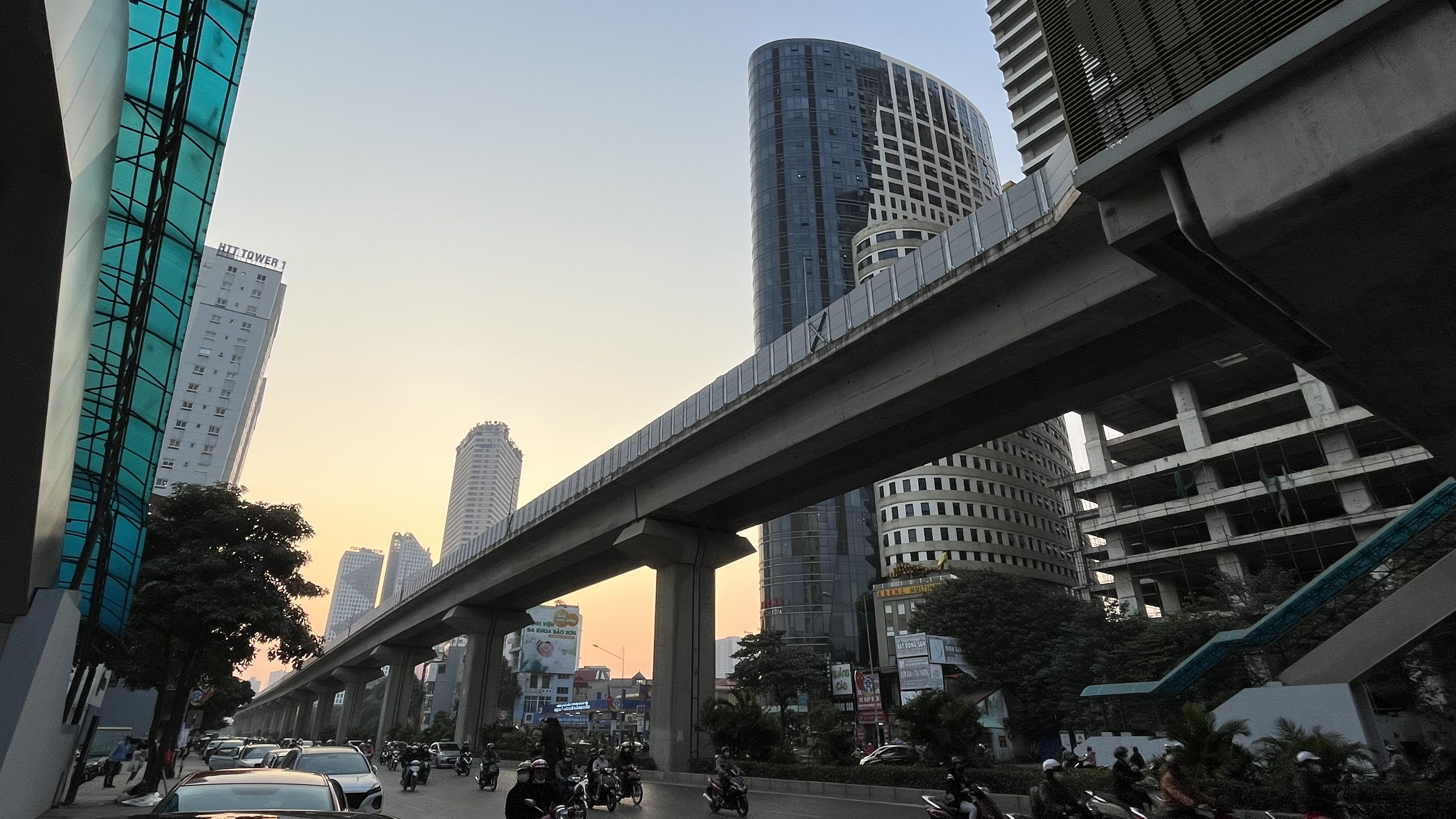
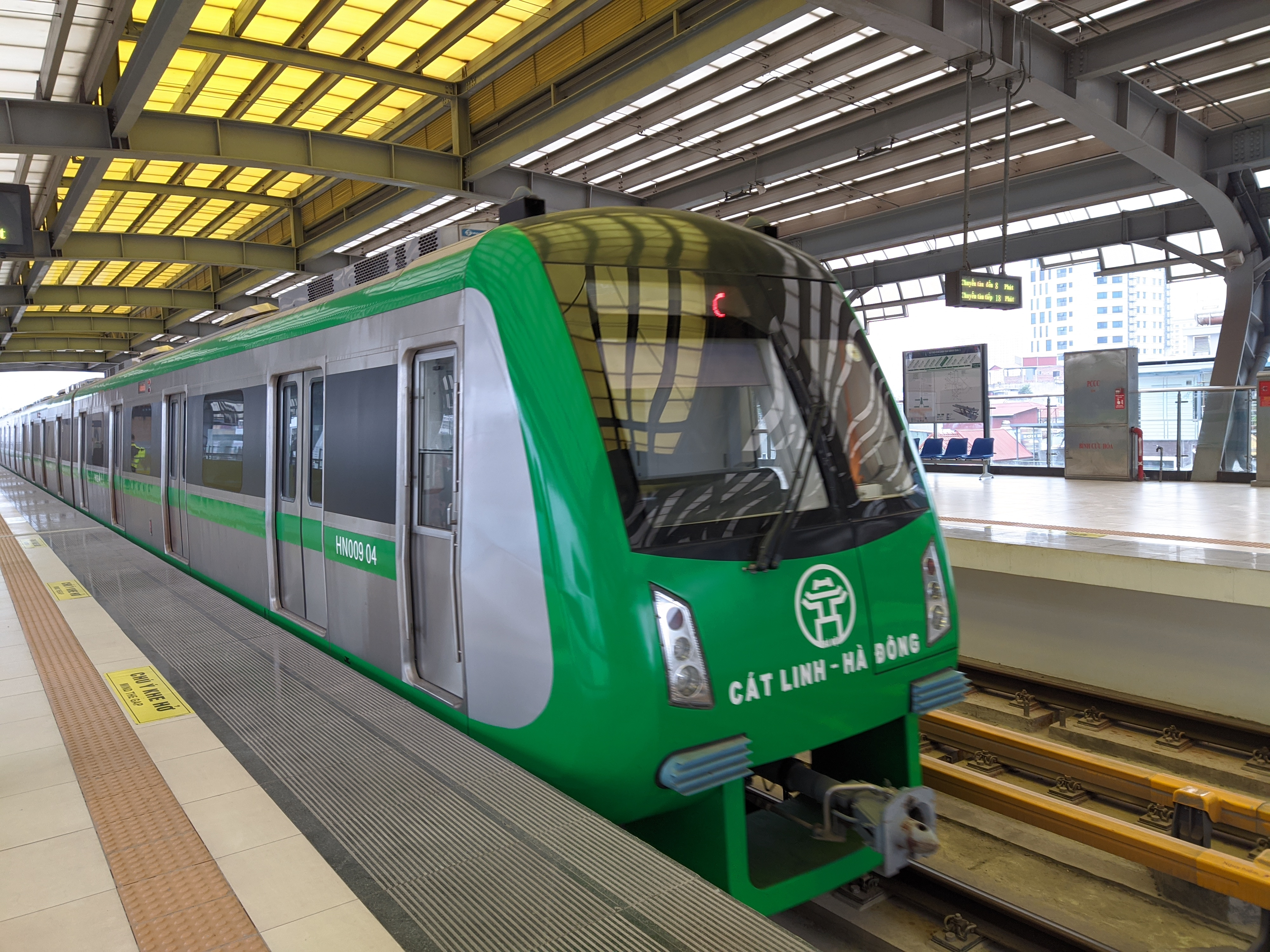
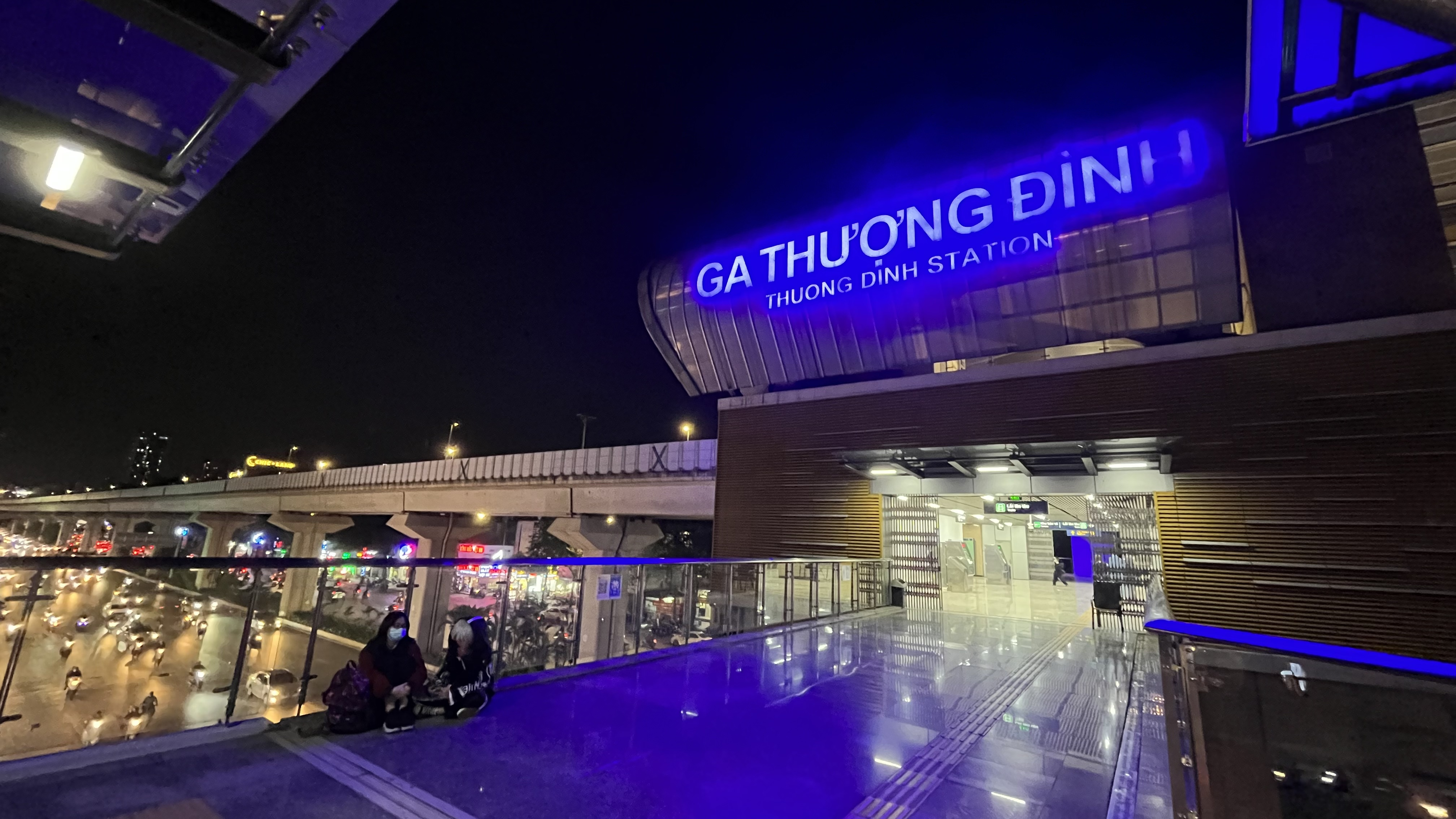
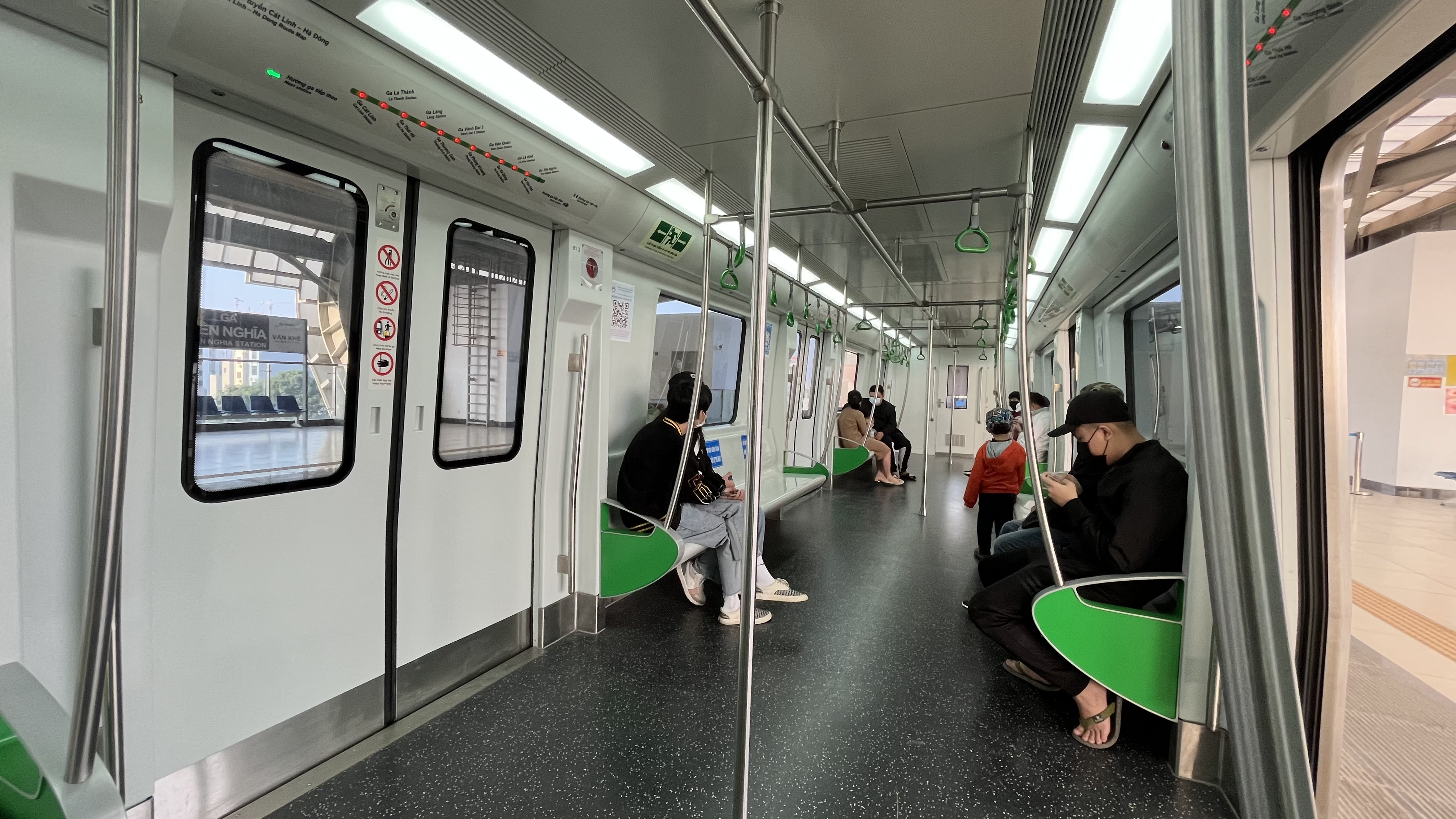

## Parcours
|    |              |       |                        |  |  |  |
| 1  | Cát Linh     | 3     | District de Dong Da    |  |  |  |
| 2  | La Thành     |       | District de Dong Da    |  |  |  |
| 3  | Thái Hà      |       | District de Dong Da    |  |  |  |
| 4  | Láng         |       | District de Dong Da    |  |  |  |
| 5  | Thượng Đình  |       | District de Thanh Xuan |  |  |  |
| 6  | Vành Đai 3   |       | District de Thanh Xuan |  |  |  |
| 7  | Phùng Khoang |       | District de Ha Dong    |  |  |  |
| 8  | Văn Quán     |       | District de Ha Dong    |  |  |  |
| 9  | Hà Đông      |       | District de Ha Dong    |  |  |  |
| 10 | La Khê       | BRT01 | District de Ha Dong    |  |  |  |
| 11 | Văn Khê      |       | District de Ha Dong    |  |  |  |
| 12 | Yên Nghĩa    |       | District de Ha Dong    |  |  |  |